# Parsaoran Ajibata
Parsaoran Ajibata is een bestuurslaag in het regentschap Toba Samosir van de provincie Noord-Sumatra, Indonesië. Parsaoran Ajibata telt 1480 inwoners (volkstelling 2010).